# 마이클 안가라노
마이클 안가라노(Michael Angarano, 1987년 12월 3일 ~ )는 미국의 배우이다.

## 출연 작품
- 뮤직 오브 하트
- 매직 티팟
- 와일드 카드 - 사이러스 키닉 역
- 그링고
- 스카이 하이 (영화)
- 새크라멘토 - 리키 역 (감독, 각본/, 제작)